# ریاضیات مهندسی
ریاضیات مهندسی (انگلیسی: Engineering mathematics) شاخه‌ای از ریاضیات کاربردی در مورد روش‌ها و تکنیک‌های ریاضی است، که اغلب در حوزه‌های مهندسی و صنعت مورد استفاده قرار می‌گیرد. ریاضیات مهندسی یک شاخه میان‌رشته‌ای است، که نیازهای مهندسین را در مباحث عملی، نظری و کاربردی (مانند فیزیک مهندسی و زمین‌شناسی مهندسی و غیره) پوشش می‌دهد.